# Talassofòbia

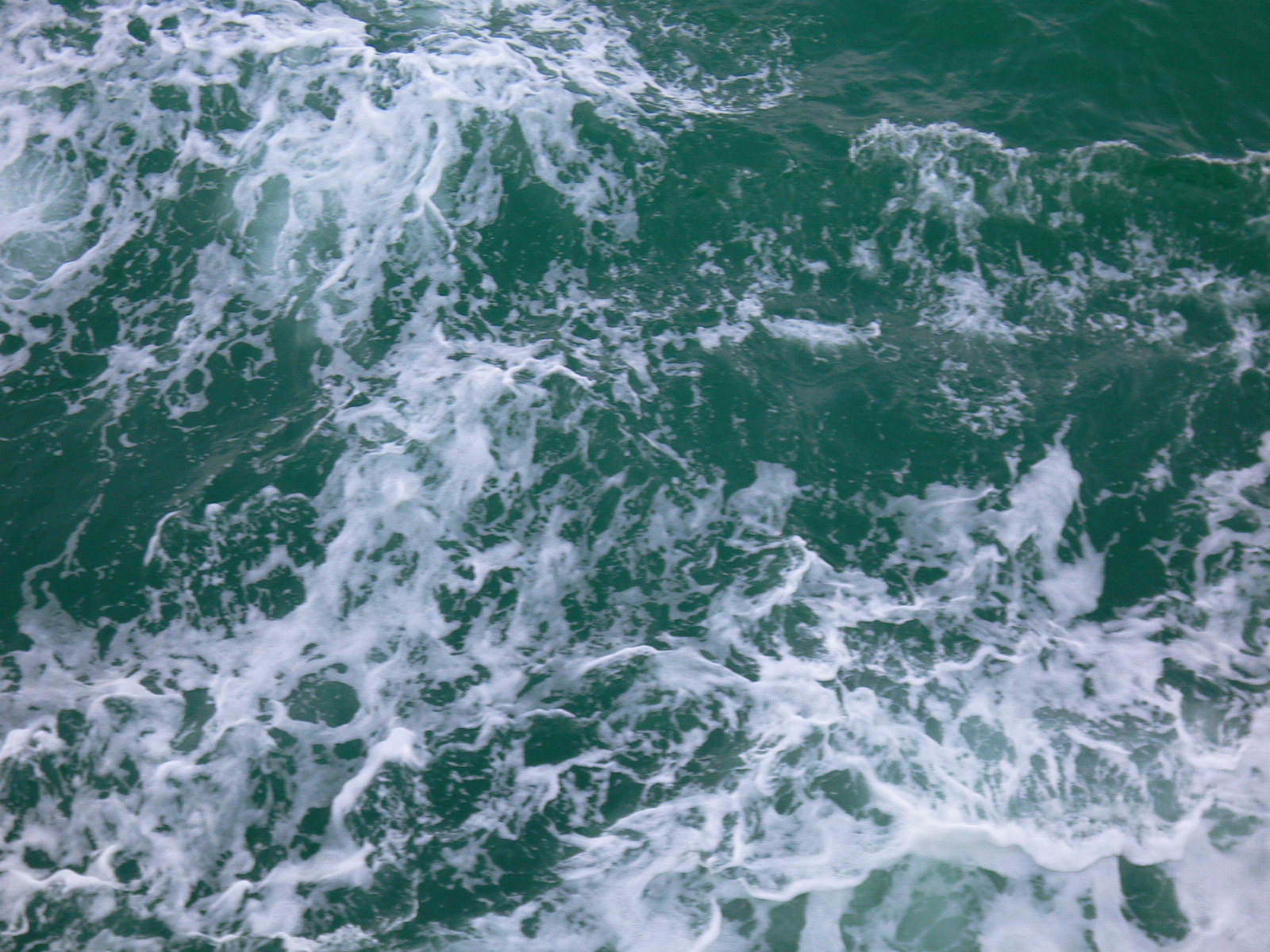
Aigua del mar de l'estret de Malaca

La talassofòbia (del grec Thalassa, mar, i φόβος phobos, por), és una por intensa i persistent que una persona sent cap a l'oceà obert, a estar envoltada d'aigua i a no saber que pot trobar sota aguaitant-la. És una fòbia molt més comuna del que es pensa i moltes persones la pateixen en algun grau.
Per considerar-se una fòbia, el grau de malestar ha de ser clínicament significatiu (cosa que significa que hi ha un deteriorament clar i evident de la qualitat de vida que impedeix fer moltes coses i sovint causa patiment) i que apareix en contextos en què l'oceà o el mar no suposa un perill raonable o objectiu.

## Símptomes
La talassofòbia és una fòbia específica que apareix quan l'individu s'exposa a estímuls que interpreta com el senyal que hi ha un mar o oceà prop (o quan directament veu grans masses d'aigua). Fora d'això, no hi ha diferències amb la resta de fòbies d'aquest tipus; els símptomes són els típics d'aquests trastorns d'ansietat i només varia allò que els desencadena.
Els principals símptomes de la talassofòbia són els següents: taquicàrdia, suors, tremolors, pensaments catastròfics, calfreds, crisis d'estrès, pèrdua de control dels moviments propis i una gran sensació de perill. En sentit neurobiològic, aquest estat d'alerta injustificada implica l'activació del sistema nerviós simpàtic, el qual prepara la persona per reaccionar davant el més mínim estímul i predisposa la reacció conductual de fugir.
En el sentit conductual, la persona tendeix a reaccionar de dues maneres: fugint de manera descontrolada i quasi automàtica, i evitant l'exposició a l'estímul fòbic per prevenir l'aparició d'aquests atacs d'ansietat davant la presència real o fictícia de l'oceà.

## Causes

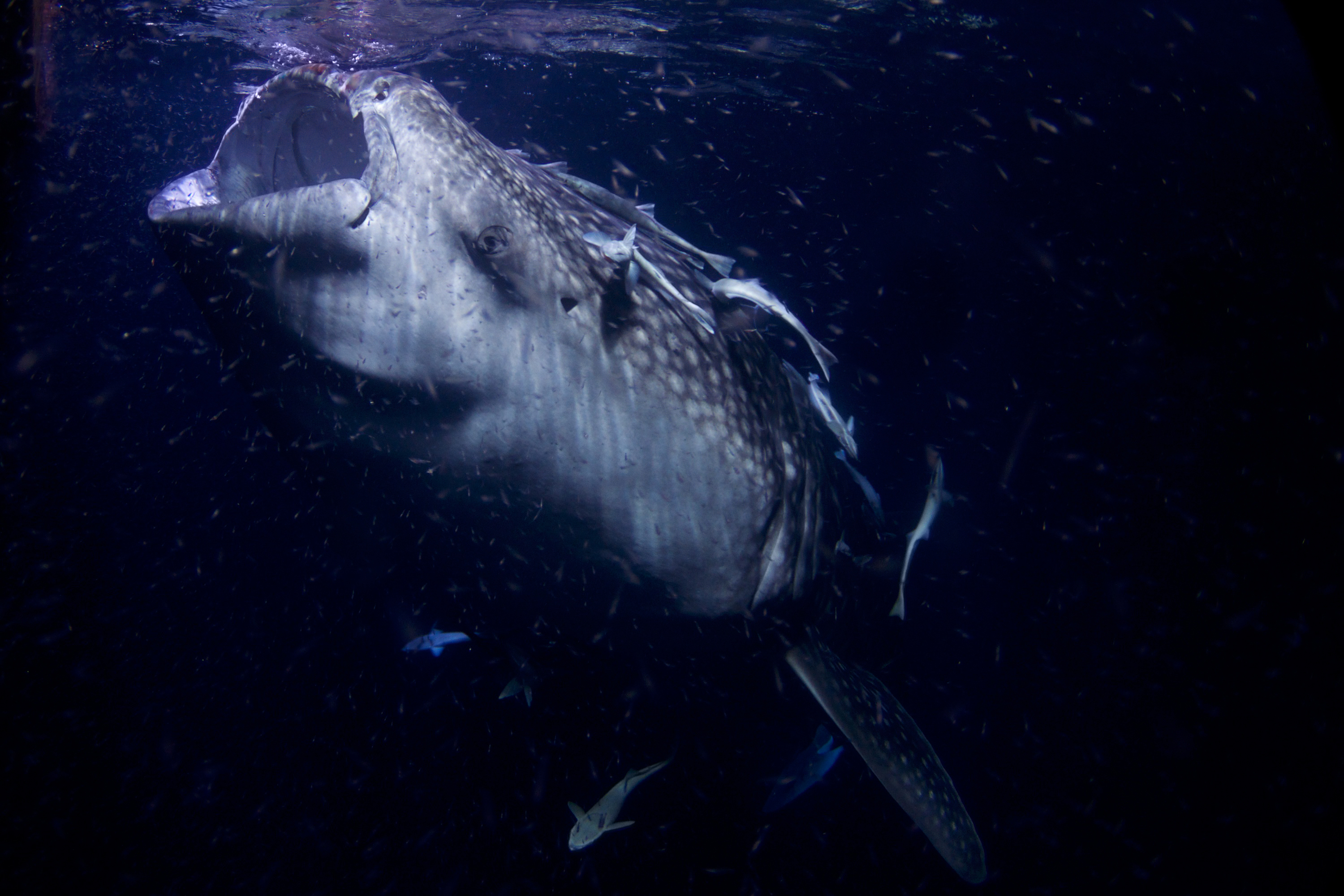
Un tauró balena. Una de les pors més comunes entre qui pateix de talassofòbia, és a les enormes criatures marines i aparentment perilloses que habiten en l'oceà.

Com en altres tipus de fòbies, no hi ha una causa clara que provoqui la talassofòbia, sinó que més aviat són una multiplicitat de factors que poden tenir com a conseqüència la seva aparició.
Cal considerar la possibilitat d'haver viscut experiències traumàtiques. Són experiències en què una empremta emocional molt desagradable queda associada a una varietat d'estímuls. Per exemple, haver estat a punt de morir ofegat, o haver perdut algú estimat d'aquesta manera, pot predisposar a patir aquest trastorn d'ansietat.
Algunes persones poden desenvolupar aquesta por per haver presenciat alguna situació en què una altra persona es trobava en perill dins la mar o per haver vist una pel·lícula on hi havia taurons o animals en el mar que atacaven les persones.
Una altra possible causa de la talassofòbia és la falta d'informació sobre el mar o sobre el que existeix a les profunditats marines, per la qual cosa la persona es fa una idea equivocada del que s'hi pot trobar i ho generalitza. Per exemple, pot arribar a pensar que trobarà animals perillosos a la platja, fins i tot en zones de poca profunditat.

## A la cultura popular
En l'episodi «Oceans de por» de la primera temporada de la sèrie animada Hora d'Aventures, Jake tracta d'ajudar a Finn a superar la profunda por que té a l'oceà.
La pel·lícula Tauró (Jaws) de 1975 dirigida per Steven Spielberg, en la qual un enorme tauró aguaita les costes i devora a la gent d'un poblat, va ser l'origen que moltes persones sentissin por a l'aigua i especialment a l'oceà.